# محمد عطية أبو وردة
محمد عطية أبو وردة أو أبو حمزة (17 يناير/كانون الثاني 1976-) هو أسير فلسطيني ولد في مخيم الفوار المقام على أراضي بلدة دورا في محافظة الخليل. اعتقلته قوات الاحتلال الإسرائيلي عام 2002 وحكمت عليه بالسجن 48 مؤبداً، إذ يعتبر حكمه واحدًا من أعلى الأحكام في سجون الاحتلال الإسرائيلي. قضى منهم 23 عاماً حتى تحرره في الدفعة الثالثة من صفقة تبادل الأسرى بين المقاومة الفلسطينية وإسرائيل.

## نشأته
نشأ محمد في المخيم حيث كان يحفظ القرآن في مساجده في طفولته، ودرس في المدرسة الشرعية في مدينة الخليل، ثم درس تخصص الفيزياء في جامعتيّ بيت لحم والقدس أبو ديس لكنه لم يكمله، ثم درس تخصص التربية الابتدائية في كلية العلوم التربوية (معهد المعلمين) في مدينة رام الله.

## نشاطه السياسي واعتقاله
انتمى محمد لحركة حماس في الانتفاضة الاولى عام 1987 وكان من اوائل المنتسبين لكتائب للقسام انذاك وكان في تلك الفترة اميرا للكتلة الاسلامية في معهد دار المعلمين في رام الله، واعتُقِل لأول مرة عام 1992 لمدة ثلاث شهور. بعدها شارك في التخطيط للعديد من العمليات وهم: عملية الرد الأولى والتي نفذت في القدس 25 فبراير شباط عام 1996، عملية الرد الثانية في نفس التاريخ، العملية الثالثة كانت بعد أسبوع من سابقاتها في القدس شارع 18، ثم خطط لمحاولة رابعة لم تنجح عام 2001. اعتقلته أجهزة السلطة الفلسطينية لمدة ست أعوام حيث أدين بتنظيمه للعمليات السابقة، وحكم عليه في محكمة صورية بالمؤبد والأشغال الشاقة. وخرج من السجون الفلسطينية عام 2002 أثناء فترة الانتفاضة ليصبح مطارداً وملاحقاً من جيش الاحتلال الإسرائيلي، تزوج في معتقلات الأمن الوقائي الفلسطيني، وأنجب طفله الأول والوحيد حمزة أثناء فترة مطاردته من قبل الاحتلال، وبقي مطارداً حتى اعتقاله الأخير في شهر نيسان/أبريل من العام ذاته، وحكمت المحاكم الإسرائيلية عليه بالسجن 48 مؤبداً بتهمة مسؤوليته عن عمليات استشهادية وانضمامه لكتائب القسام.

## تحريره
تحرر محمد في يوم الخميس الموافق ل 30 يناير/ كانون الثاني عام 2025 ضمن الدفعة الثالثة من صفقة تبادل الأسرى بين حركات المقاومة الفلسطينية وإسرائيل، حيث أفرج الاحتلال عن 110 من الأسرى الفلسطينيين مقابل إطلاق حماس والجهاد الإسلامي سراح ثلاثة إسرائيليين، وخمسة تايلنديين من قطاع غزة.